# La Nuit des sorciers
La Nuit des sorciers est la vingt-quatrième histoire de la série Johan et Pirlouit. Cette histoire a été dessinée et scénarisée par Alain Maury et Yvan Delporte. Elle est publiée pour la première fois sous forme d'album en 1998.

### Documentation
- Laurent Mélikian, « Touche pas à mon pote », BoDoï, no 9,‎ juin 1998, p. 36.